# 왼손잡이 아내
《왼손잡이 아내》는 2019년 1월 2일부터 5월 31일까지 방영된 KBS 2TV 저녁일일드라마이다.

## 기획 의도
충격적인 사고로 다른 사람의 인생을 살게 된 남자와 신혼여행지에서 사라진 남편을 찾아 헤매는 여자, 뒤엉킨 욕망 속에서 두 남녀가 자신들의 진짜 사랑과 가족을 찾아가는 반전 멜로드라마

## 방송 시간
| 방송 채널 | 방송 기간                                             | 방송 시간                  | 방송 분량 |
| --------- | ----------------------------------------------------- | -------------------------- | --------- |
| KBS 2TV   | 2019년 1월 2일 ~ 2019년 5월 31일 [1회~103회] (본방송) | 매주 평일 저녁 7:50 ~ 8:30 | 40분      |
| KBS 2TV   | 4월 11일 [68회] (본방송)                              | 목요일 저녁 7:40 ~ 8:20    | 40분      |

## 등장인물

### 주요 인물
- 이수경 : 오산하 역 - 이 드라마의 여주인공. 수호의 아내, 건의 어머니 , 화장품 개발연구원
- 김진우 : 박도경 / 이수호 → 박수호 역 - 이 드라마의 남주인공. 오라그룹의 장손자 / 응급의학과 레지던트, 산하의 남편, 건의 아버지
- 진태현 : 김남준 역 - 이 드라마의 서브 남주인공이자 前 메인 빌런. 오라그룹 박회장 비서실장 명우와 애라의 아들
- 하연주 : 장에스더 역 - 이 드라마의 서브 여주인공이자 前 서브 악녀. 도경의 아내, 오라미술관 큐레이터
- 이승연 : 조애라 역 - 남준과 도경의 어머니, 명우의 옛 연인, 오라미술관 관장, 강철의 아내

### 산하네
- 강남길 : 오창수 역 - 산하와 슬하의 아버지, 화장품 제조업체 <포레> 대표, 시각장애인
- 김서라 : 백금희 역 - 산하와 슬하의 어머니
- 박유하 : 오슬하 역 - 산하의 띠동갑 여동생, 대학생, 수호의 처제 , 선달 의 아내
- 최지훈 : 김찬희 → 이건 → 박건 역 - 수호와 산하의 아들

### 도경네
- 김병기 : 박순태 역 - 오라그룹 회장, 해철과 강철의 아버지
- 선우용여 : 천순임 역 - 박 회장의 본처, 해철과 강철의 어머니
- 정찬 : 박강철 역 - 박 회장의 둘째 아들, 도경의 아버지, 애라의 남편
- 김준의 : 박노아 역 - 도경과 에스더의 아들, 건이와 같은 유치원에 다니는 동급생, 건의 육촌

### 골드에셋
- 최재성 : 오룡 역 - 이 드라마의 진 최종 보스. 골드 에셋 회장, 젬마와 하영의 양아버지 [특별출연]
- 연미주 : 오하영 역 - 오라그룹 2대 주주 골드 에셋 한국지사장, 젬마의 동생, 오 회장의 양딸
- 최서하 : 오젬마 역 - 오하영의 친언니, 오 회장의 양딸
- 이설구 : 첸 역 - 남준네 집을 급습하는 조직계의 두목

### 그 외 인물
- 정재곤 : 박해철 역 - 수호의 아버지, 박 회장의 장남, 서번트 증후군(그림 천재) 투병 중[특별출연]
- 김옥주 : 이연아 역 - 수호의 어머니, 박 회장과 순임의 맏며느리, 애라에 의해 사망[특별출연]
- 이시후 : 봉선달 역 - 오라 병원의 시큐리티, 수호의 비서이자 슬하의 남편
- 김미라 : 김홍실 / 티파니 역 - 남준의 고모, 침구 매장 사장, 찬의 양모
- 권병준 : 손중기 역 - 남준의 보육원 시절 친한 형, 수호와 도경의 페이스오프 수술 집도의
- 성현미 : 홍천댁 역 - 오라그룹 가사도우미
- 최현종 : 성민정 역 - 형사
- 한서연 : 최주아 역 - 오라그룹 호텔 직원 역
- 이정호 : 서과장 역 - 오라그룹 마케팅 과장, 부장으로 승진
- 미소윤 : 정별님 역 - 오라바이오 사업개발팀 신입사원, 대리로 승진
- 서정욱 : 오지훈 역 - 오라바이오 사업개발팀 대리, 과장으로 승진
- 김태영 : 오라그룹 주치의 역
- 박소정 : 영숙 역 - 前 입양센터 직원, 後 기사식당 종업원
- 전헌태 : 감사실장 역 - 오라그룹 감사실의 감사실장
- 홍승범 : 장기태 역 - 장사장 포레 사건의 주범, 이수호를 포레사건 범인으로 몰아간 인물
- 김소연 : 비서 역
- 김유나 : 간호사 역
- 백종민 : 우체부 역
- 최호정 : 백화점 매니저 역
- 서희 : 여직원 역
- 조여진 : 여직원 역
- 전은미 : 손님 역
- 윤지용 : 경찰 역
- 권구남 : 수사관 역
- 황보권 : 퀵서비스 직원 역
- 박보은 : 화장품 매장 손님 역
- 이응민 : 직원 역
- 정세연 : 연구원 역
- 나서경 : 네일샵 주인 역
- 한승현 : 비서 역
- 정은정 : 옷가게 손님 역
- 남천우 : 대리기사 역
- 이선영 : 호텔 직원 역
- 안찬웅 : 병원의 보안요원 역
- 박세훈 : 마스크남 역
- 유호영 : 간호사 역
- 이성규 : 중학생 역
- 신건호 : 가드 역
- 이용준 : 가드 역
- 이환범 : 의사 역
- 이종구 : 탐지직원 역
- 배하늘 : 비서 역
- 정다운 : 안내직원 역
- 김주완 : 경찰 역
- 유병주 : 경찰 역
- 안혜원 : 손님 역
- 백승우 : 비서 역
- 차소윤 : 기자 역
- 장욱현 : 기자 역
- 유은정 : 비서 역
- 홍성관 : 첸의 부하 역
- 서민준 : 변호사 역
- 박재원 : 경찰 역
- 최준환 : 경찰 역
- 한송호 : 기자 역
- 함진성 : 흥신소 남 역
- 정종우
- 신재원

### 특별출연
- 송원석 : 성형수술 전 이수호 / 박수호 역
- 한창현 : 김명우 역 - 남준의 친아버지, 애라의 옛 연인, 홍실의 오빠

## 시청률
최저 시청률과 최고 시청률은 시청률 조사회사와 지역별로 시청률에 차이가 있을 수 있습니다.
| 2019년  | 2019년   | 2019년         | 2019년         | 2019년       |
| 회차    | 방송일   | TNmS 시청률    | AGB 시청률     | AGB 시청률   |
| 회차    | 방송일   | 대한민국(전국) | 대한민국(전국) | 서울(수도권) |
| ------- | -------- | -------------- | -------------- | ------------ |
| 제1회   | 1월 2일  | 15.7%          | 12.5%          | 11.5%        |
| 제2회   | 1월 3일  | 16.9%          | 13.1%          | 11.4%        |
| 제3회   | 1월 4일  | 16.2%          | 13.0%          | 11.0%        |
| 제4회   | 1월 7일  | 16.8%          | 13.5%          | 11.6%        |
| 제5회   | 1월 8일  |                | 13.5%          | 12.0%        |
| 제6회   | 1월 9일  | 16.7%          | 12.8%          | 11.0%        |
| 제7회   | 1월 10일 | 16.8%          | 13.7%          | 12.4%        |
| 제8회   | 1월 11일 | 16.9%          | 13.1%          | 10.9%        |
| 제9회   | 1월 14일 | 16.3%          | 13.0%          | 11.3%        |
| 제10회  | 1월 15일 | 17.2%          | 13.1%          | 11.5%        |
| 제11회  | 1월 16일 | 16.1%          | 13.1%          | 11.6%        |
| 제12회  | 1월 17일 | 17.2%          | 13.4%          | 11.6%        |
| 제13회  | 1월 18일 | 17.3%          | 12.9%          | 11.2%        |
| 제14회  | 1월 21일 | 18.9%          | 13.8%          | 12.2%        |
| 제15회  | 1월 22일 | 18.1%          | 14.0%          | 11.6%        |
| 제16회  | 1월 23일 | 17.1%          | 13.2%          | 11.0%        |
| 제17회  | 1월 24일 | 16.6%          | 13.7%          | 11.9%        |
| 제18회  | 1월 25일 | 16.8%          | 13.5%          | 11.6%        |
| 제19회  | 1월 28일 | 18.5%          | 13.6%          | 11.7%        |
| 제20회  | 1월 29일 | 18.6%          | 14.3%          | 12.8%        |
| 제21회  | 1월 30일 | 17.6%          | 13.1%          | 11.2%        |
| 제22회  | 1월 31일 | 18.3%          | 13.3%          | 10.9%        |
| 제23회  | 2월 1일  | 16.7%          | 13.9%          | 11.7%        |
| 제24회  | 2월 6일  | 14.0%          | 11.1%          | 9.9%         |
| 제25회  | 2월 7일  | 17.5%          | 14.3%          | 12.6%        |
| 제26회  | 2월 8일  | 17.4%          | 13.3%          | 10.7%        |
| 제27회  | 2월 11일 | 16.9%          | 14.5%          | 13.0%        |
| 제28회  | 2월 12일 | 17.7%          | 14.8%          | 13.1%        |
| 제29회  | 2월 13일 | 18.6%          | 13.9%          | 11.2%        |
| 제30회  | 2월 14일 | 17.5%          | 13.8%          | 11.9%        |
| 제31회  | 2월 15일 | 17.4%          | 13.5%          | 11.6%        |
| 제32회  | 2월 18일 | 18.8%          | 14.0%          | 12.4%        |
| 제33회  | 2월 19일 | 19.4%          | 14.8%          | 12.9%        |
| 제34회  | 2월 20일 | 20.4%          | 13.9%          | 11.7%        |
| 제35회  | 2월 21일 | 18.0%          | 14.2%          | 12.3%        |
| 제36회  | 2월 22일 | 19.6%          | 14.9%          | 13.1%        |
| 제37회  | 2월 25일 | 19.8%          | 14.8%          | 12.9%        |
| 제38회  | 2월 26일 | 18.2%          | 14.9%          | 12.9%        |
| 제39회  | 2월 27일 | 18.3%          | 14.3%          | 12.4%        |
| 제40회  | 3월 1일  | 18.6%          | 14.1%          | 12.6%        |
| 제41회  | 3월 4일  | 20.4%          | 15.9%          | 14.0%        |
| 제42회  | 3월 5일  | 21.0%          | 15.9%          | 13.0%        |
| 제43회  | 3월 6일  | 21.1%          | 15.6%          | 14.0%        |
| 제44회  | 3월 7일  | 21.5%          | 15.9%          | 13.5%        |
| 제45회  | 3월 8일  | 21.2%          | 15.6%          | 13.9%        |
| 제46회  | 3월 11일 | 20.8%          | 15.8%          | 13.3%        |
| 제47회  | 3월 12일 | 21.5%          | 16.3%          | 13.6%        |
| 제48회  | 3월 13일 | 21.6%          | 15.9%          | 13.5%        |
| 제49회  | 3월 14일 | 20.6%          | 15.7%          | 13.5%        |
| 제50회  | 3월 15일 | 21.1%          | 15.9%          | 13.6%        |
| 제51회  | 3월 18일 | 20.6%          | 15.1%          | 13.0%        |
| 제52회  | 3월 19일 | 20.8%          | 15.9%          | 14.0%        |
| 제53회  | 3월 20일 | 20.2%          | 15.7%          | 13.3%        |
| 제54회  | 3월 21일 | 19.6%          | 15.5%          | 13.3%        |
| 제55회  | 3월 25일 | 20.7%          | 15.7%          | 14.1%        |
| 제56회  | 3월 26일 | 19.4%          | 14.3%          | 11.9%        |
| 제57회  | 3월 27일 | 19.7%          | 15.3%          | 13.9%        |
| 제58회  | 3월 28일 | 19.1%          | 15.6%          | 14.3%        |
| 제59회  | 3월 29일 | 18.8%          | 14.7%          | 12.6%        |
| 제60회  | 4월 1일  | 19.2%          | 15.9%          | 13.6%        |
| 제61회  | 4월 2일  | 19.6%          | 15.5%          | 13.4%        |
| 제62회  | 4월 3일  | 19.7%          | 15.4%          | 13.6%        |
| 제63회  | 4월 4일  | 19.2%          | 16.0%          | 14.2%        |
| 제64회  | 4월 5일  | 18.8%          | 14.4%          | 12.5%        |
| 제65회  | 4월 8일  | 19.3%          | 15.2%          | 13.1%        |
| 제66회  | 4월 9일  | 20.1%          | 17.1%          | 15.7%        |
| 제67회  | 4월 10일 | 19.8%          | 15.5%          | 13.3%        |
| 제68회  | 4월 11일 | 16.7%          | 13.9%          | 12.4%        |
| 제69회  | 4월 12일 | 18.7%          | 14.2%          | 12.8%        |
| 제70회  | 4월 15일 | 18.4%          | 14.5%          | 12.9%        |
| 제71회  | 4월 16일 | 19.8%          | 15.2%          | 13.6%        |
| 제72회  | 4월 17일 | 18.5%          | 15.0%          | 12.8%        |
| 제73회  | 4월 18일 | 18.7%          | 14.1%          | 12.0%        |
| 제74회  | 4월 19일 | 17.5%          | 13.0%          | 10.5%        |
| 제75회  | 4월 22일 | 18.9%          | 14.2%          | 12.5%        |
| 제76회  | 4월 23일 | 20.7%          | 16.7%          | 14.6%        |
| 제77회  | 4월 24일 | 19.9%          | 15.0%          | 13.0%        |
| 제78회  | 4월 25일 | 22.5%          | 16.6%          | 15.2%        |
| 제79회  | 4월 26일 | 20.7%          | 15.8%          | 13.9%        |
| 제80회  | 4월 29일 | 21.1%          | 16.4%          | 14.5%        |
| 제81회  | 4월 30일 | 20.9%          | 15.5%          | 13.3%        |
| 제82회  | 5월 1일  | 20.3%          | 14.8%          | 12.6%        |
| 제83회  | 5월 2일  | 21.1%          | 15.3%          | 13.9%        |
| 제84회  | 5월 3일  | 18.5%          | 14.7%          | 12.9%        |
| 제85회  | 5월 7일  | 18.8%          | 14.9%          | 13.1%        |
| 제86회  | 5월 8일  | 17.0%          | 13.4%          | 11.8%        |
| 제87회  | 5월 9일  | 17.5%          | 13.0%          | 11.2%        |
| 제88회  | 5월 10일 | 18.8%          | 14.3%          | 12.4%        |
| 제89회  | 5월 13일 | 18.0%          | 15.6%          | 14.3%        |
| 제90회  | 5월 14일 | 20.1%          | 14.3%          | 13.0%        |
| 제91회  | 5월 15일 | 18.6%          | 14.0%          | 11.7%        |
| 제92회  | 5월 16일 | 18.2%          | 14.7%          | 13.2%        |
| 제93회  | 5월 17일 | 19.4%          | 15.3%          | 13.9%        |
| 제94회  | 5월 20일 | 20.0%          | 15.6%          | 13.8%        |
| 제95회  | 5월 21일 | 20.1%          | 13.9%          | 12.5%        |
| 제96회  | 5월 22일 | 18.6%          | 14.5%          | 13.4%        |
| 제97회  | 5월 23일 | 18.9%          | 14.1%          | 12.5%        |
| 제98회  | 5월 24일 | 18.1%          | 14.0%          | 12.6%        |
| 제99회  | 5월 27일 | 20.9%          | 16.1%          | 14.2%        |
| 제100회 | 5월 28일 | 19.0%          | 15.3%          | 13.7%        |
| 제101회 | 5월 29일 | 19.5%          | 14.4%          | 12.5%        |
| 제102회 | 5월 30일 | 18.6%          | 15.1%          | 14.1%        |
| 제103회 | 5월 31일 | 19.4%          | 15.8%          | 13.5%        |

## 결방 사유 및 연장
- 2019년 2월 4일 : 설 특선영화 《캡틴 아메리카: 시빌 워》 편성으로 인한 결방.
- 2019년 2월 5일 : 설 특선영화 《주토피아》 편성으로 인한 결방.
- 2019년 2월 28일 : 3.1운동 100주년 특집 전야제 《100년의 봄》 편성으로 인한 결방.
- 2019년 3월 22일 : 축구 국가대표 평가전 대한민국 VS 볼리비아 중계방송으로 인한 결방.
- 2019년 5월 6일 : 《살림하는 남자들》 재방송 편성으로 인한 결방.
- 왼손잡이 아내 방영 분량이 100부작에서 3회 연장되어 103부작으로 변경 및 확정되었다.

## 경쟁 프로그램
- MBC 일일드라마

《비밀과 거짓말》 (2018년 6월 25일 ~ 2019년 1월 11일)
《용왕님 보우하사》 (2019년 1월 14일 ~ 2019년 7월 12일)
- KBS 1TV 저녁일일극

《비켜라 운명아》 (2018년 11월 5일 ~ 2019년 4월 26일)
《여름아 부탁해》 (2019년 4월 29일 ~ 2019년 10월 25일)

## 수상 경력
- 2019 KBS 연기대상 일일드라마 부문 남자 우수상 김진우

## 참고 사항
- 당초 오산하 역에는 윤소이가 캐스팅되어 대본 리딩까지 참석하였으나, 《황후의 품격》 촬영 일정으로 인해 최종 하차하였으며 이 배역은 이수경이 맡게 되었다. 그 대신, 윤소이는 《왼손잡이 아내》 후속으로 방영되는 《태양의 계절》 여주인공 윤시월 역으로 캐스팅되었다.[3]
- 극 최후반부에 총기 사고가 발생한 별장은 《여름아 부탁해》의 주용진, 허경애 자택이다.
- 2019년 2월 12일 방영분에서 장소 협찬주인 유전자 검사 기관의 서비스를 소개하는 입간판, 포스터 및 유전자 검사 결과지가 들어있는 서류봉투의 협찬주 상호 등을 반복적으로 노출해 방송통신심의위원회로부터 '권고' 조치를 받았다.[4]